# Unser lieben Frauen (Hadmersleben)

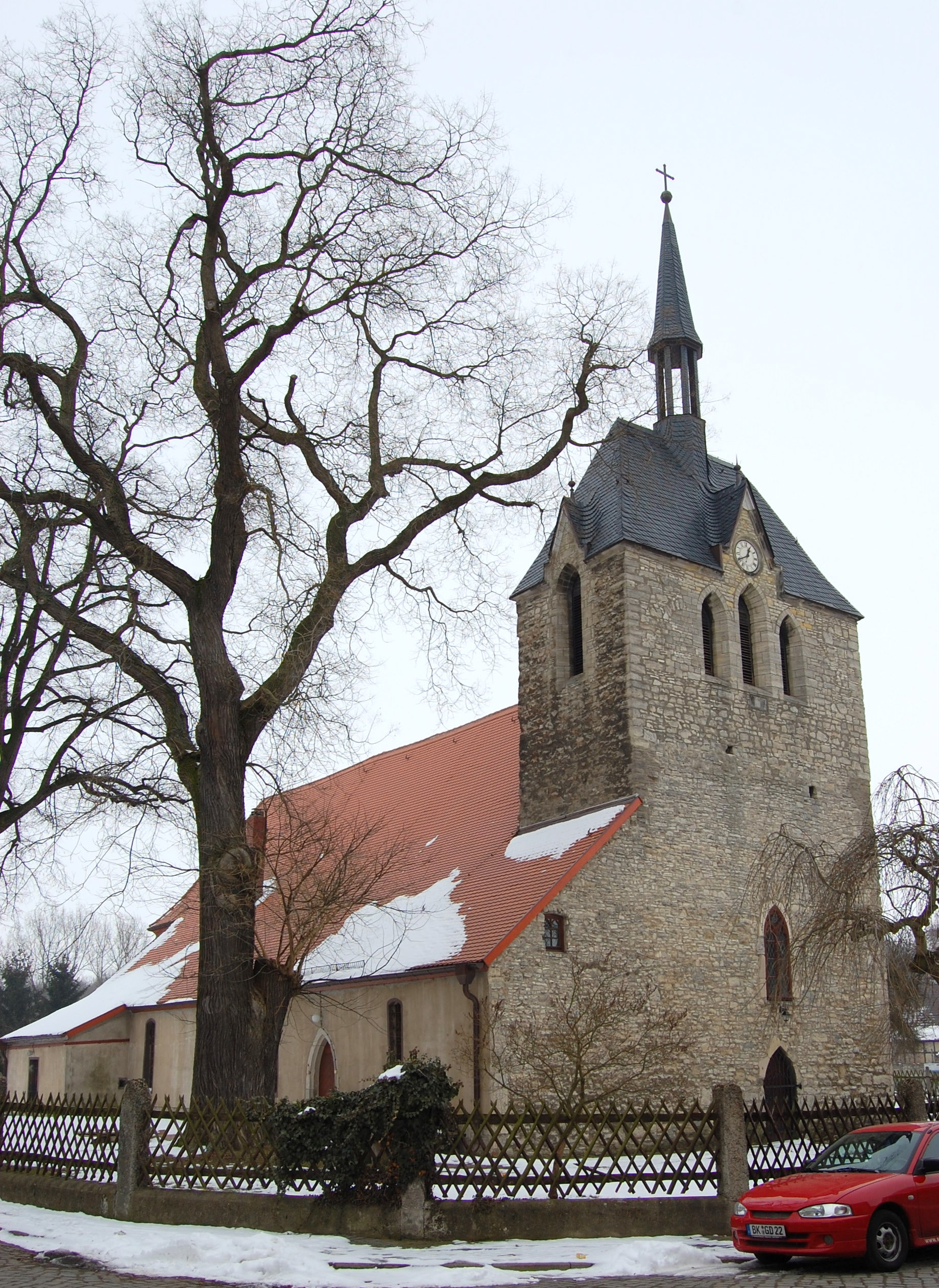
Unser lieben Frauen in Hadmersleben

Die evangelische Kirche Unser lieben Frauen ist eine im Kern frühgotische Hallenkirche im Ortsteil Hadmersleben von Oschersleben im Landkreis Börde in Sachsen-Anhalt. Sie gehört zum Pfarrbereich Hadmersleben im Kirchenkreis Egeln der Evangelischen Kirche in Mitteldeutschland.

## Geschichte und Architektur
Die Kirche ist ein langgestreckter, im Kern frühgotischer, zweischiffiger Putzbau aus der zweiten Hälfte des 15. Jahrhunderts; sie wurde nach Brand im Jahr 1664 verändert wiederhergestellt. Der bruchsteinsichtige, querrechteckige Westturm ist mit einem einfachen spitzbogigen Portal zur Kirche versehen; die übergiebelten Schallluken und der Dachreiter stammen von 1865. Das nördlich angefügte Seitenschiff unter dem tief heruntergezogenen Dach fluchtet mit der Turmfront. Östlich ist der etwas breitere Sakristeianbau angefügt, der an seiner Ostwand eine Bauinschrift aus dem Jahr 1491 zeigt; das Kreuzgratgewölbe stammt vermutlich vom frühgotischen Vorgängerbau. Das turmbreite Hauptschiff endet in einem dreiseitigen Ostschluss. Die Fenster des Langhauses sind spitzbogig ausgebildet, in den fünf östlichen sind reichere Maßwerkformen zu finden.
Der Innenraum ist allein durch das Hauptschiff charakterisiert; die Zurücksetzung des Seitenschiffs wird durch die Ausstattung von 1664 noch verstärkt. Das von einer hölzernen Spitztonne mit aufgelegten Holzrippen gotisierend überwölbte Hauptschiff ist im Erdgeschoss in zwei Arkadenbögen über einem Mittelpfeiler zum Seitenschiff geöffnet. Die Decke ist mit reicher figürlicher Bemalung versehen, welche die Trinität, Kirchenväter und Engel darstellt.
Die Kirche steht unter Denkmalschutz und ist als Baudenkmal mit der Erfassungsnummer 094 95285 im Denkmalverzeichnis von Sachsen-Anhalt registriert.

## Ausstattung
An der Nord- und Westseite sind zweigeschossige hölzerne Emporen eingebaut, die an der Brüstung Bilder aus der Jugend und der Passion Jesu zeigen; die vermutlich ältere Ratsempore an der Chornordseite zeigt gemalte Wappen.
Der Altaraufsatz aus dem Jahr 1665 zeigt sieben Gemälde aus der Kindheitsgeschichte und der Passion Jesu, die in ihrer Anordnung einem gotischen Altarretabel mit zweigeschossigen Flügeln folgen; der Aufsatz und die Predella sind mit geschnitztem Ohrmuschelwerk versehen. Die lateinische Inschrift auf der Rückseite bezieht sich auf den Stadtbrand von 1664.
Der Korb der hölzernen Kanzel wird von einer Mosesfigur getragen und zeigt gemalte Bilder der Evangelisten. Der Taufstein ist mit Wappen und Engelsköpfen am polygonalen Becken geschmückt. Ein kraftvoll geschnitztes Triumphkreuz stammt vom Ende des 18. Jahrhunderts.
Der Orgelprospekt ist mit Knorpelwerkornament und mit Wappen geschmückt. Die Orgel ist ursprünglich ein Werk aus dem Jahr 1667, das im Jahr 1872 von Wilhelm Bergen überarbeitet und zuletzt im Jahr 2017 restauriert wurde.
Mehrere Epitaphien sind erhalten: das Epitaph für Joachim Hanses († 1668) und seine Frau ist mit drei Gemälden versehen, die den Kruzifixus zwischen den knienden Verstorbenen zeigen; es steht in Aufbau, Qualität und Ornament dem Altar nahe. Aus derselben Werkstatt stammen vermutlich auch die Bildnisse der Epitaphe für Johannes Dorn und für Heinrich Matthias von Brock († 1675). Ein Epitaph für Heinrich Johann Jüterbock († 1680) zeigt ein Gemälde von Maria und Johannes unter dem Kreuz. Weiterhin ist ein Doppelepitaph für Johann Friedrich Benkendorff († 1774) und Agnes Louise Hanses († 1764) zu erwähnen.